# 舌背音
舌背音（dorsal consonant）亦稱舌中音、舌面音(舌面中音)，是由舌頭 (背部)中間部分所發出的語音。在發音上與舌冠音及舌根音對立。

## 功能
由於舌的背部能夠接觸到口根部的大部分區域，範圍從硬腭（所謂的硬腭音），及位於柔軟之軟腭所生的（軟腭音），到口腔背部的小舌(小舌音)。而這些分的區別並不是很清楚的，且有時會有細緻階段性的變化，像是會用硬腭前、軟腭前，及軟腭後等之名稱來作區別性的註記。
由於舌尖能夠回捲接觸到上硬腭前部而產生捲舌音，經由這樣的接觸產生的輔音介於舌背及硬腭之間、有時稱為舌背硬腭音。

## 在不同語言上的應用
通常在大多數的英語字母G (就如 the garden、或是 to grab 單詞中的 g 之語音)的發音用舌背來發的，即為濁軟腭塞音。
字母 K, Q, 的發音，及有時候 C(就如 the cake 或是 to crawl 單詞中的 c 之語音)的發音、同樣地用舌背來發的，即為清軟腭塞音。
兩種英語的近音，即 yellow 的 Y、及 white, 的 W 之語音，也是各別用「舌背、硬腭」及「唇音化的軟腭」來發音的。
在德語中的 CH，及蘇格蘭英語的 loch, 同樣是發舌背擦音。